# Azione del 9 settembre 1796
L’Azione del 9 settembre 1796 fu un combattimento navale senza esito definito avvenuto tra la Marina francese e la Royal Navy inglese al largo delle coste settentrionali di Sumatra, presso Banda Aceh, nel corso delle Guerre rivoluzionarie francesi. Lo squadrone francese comprendeva sei fregate che si erano impegnate in una serie raid commerciali contro i mercantili inglesi nelle Indie Orientali olandesi, ponendo una considerevole minaccia alle deboli forze navali britanniche nell'area. Le forze inglesi erano composte da due navi di linea da 74 cannoni ciascuna.
Lo squadrone francese, comandato dal contrammiraglio Pierre César Charles de Sercey, aveva la propria base presso l'Île de France da luglio e periodicamente si era portato al largo di Ceylon e di Tranquebar per poi portarsi anche più a est. Questi movimenti non avevano incontrato l'opposizione degli inglesi che erano concentrati a Simon's Town ad ovest ed in Malacca ad est. Dopo aver razziato l'area di Banda Aceh il 1º settembre lo squadrone salpò ad est per attaccare Penang. L'8 settembre, mentre i francesi stavano sbarcando delle merci da un mercantile inglese catturato ad est di Banda Aceh, vennero individuate al largo due grandi imbarcazioni. Queste erano la HMS Arrogant e la HMS Victorious inviate dagli inglesi contro i francesi.
Sebbene le navi inglesi fossero sostanzialmente più grandi e potenti di uno qualsiasi dei vascelli francesi, le fregate erano più numerose e meglio manovrabili. Nessuna delle due parti riuscì ad avere la meglio nello scontro. Il 9 settembre le fregate di Sercey formarono una linea di battaglia riuscendo a coinvolgere nel combattimento la Arrogant e la Victorious ed infliggendo pesanti danni ad entrambe, impedendo loro di soccorrersi vicendevolmente. Le fregate francesi, in particolare la Vertu e la Seine ebbero diversi danni anch'esse e gli inglesi vennero costretti a riparare a Madras mentre Sercey ancorò a King's Island nell'Arcipelago Mergui.

## Antefatto
All'inizio del 1796 i francesi e le forze loro alleate erano stati quasi del tutto scacciati dall'Oceano Indiano, con gran parte delle colonie possedute dallo stato fantoccio della Repubblica Batava cadute nelle mani degli inglesi. L'unica presenza significativa dei francesi era sull'Île de France e su poche altre isole vicine, dove operava periodicamente uno squadrone che minacciava il commercio inglese nell'area. Gli inglesi erano del resto così convinti della loro supremazia sui mari da aver diviso le loro forze, con un grande squadrone di base a Simon's Town nella Colonia del Capo in Sudafrica al comando di Sir George Keith Elphinstone ed uno più piccolo disperso nell'Oceano al comando di Peter Rainier nelle Indie Orientali olandesi, di base nel porto di Malacca. I porti commerciali importanti di Calcutta, Madras e Bombay erano perlopiù indifesi.
Il 4 marzo 1796 notevoli rinforzi francesi giunsero quando uno squadrone di quattro fregate e due corvette salpate da Rochefort al comando del contrammiraglio Pierre César Charles de Sercey. Entrambe le corvette si persero prima che lo squadrone lasciasse la Baia di Biscaglia e la fregata Cocarde venne costretta a ritornare al porto poco dopo. Dopo aver fatto rifornimento a La Palma ed aver rimpiazzato il gruppo con la fregata Vertu, le navi attaccarono diverse navi inglesi e portoghesi tra cui due East Indiamen nell'Atlantico Meridionale e nell'Oceano Indiano occidentale. Lo squadrone non era inizialmente stato inviato per incrementare la presenza militare francese nelle Indie Orientali, ma piuttosto per rafforzare il decreto della Convenzione Nazionale che aboliva la schiavitù all'Île de France. L'economia rurale dell'isola dipendeva in gran parte della schiavitù e la commissione coloniale continuava ad ignorare il decreto che era già giunto all'inizio del 1795. La questione venne presa in considerazione dal Comitato di Salute Pubblica che inviò gli agenti Baco e Burnel per assicurarsi che la legge fosse rispettata, col supporto di 800 soldati al comando del generale François-Louis Magallon.
All'arrivo a Port Louis il 18 giugno, gli agenti si trovarono di fronte la milizia armata dell'isola che si opponeva all'abolizione della schiavitù. Per quanto Magallon avesse ricevuto l'ordine di attaccare gli isolani, il generale si rifiutò e gli agenti vennero rinviati in mare a bordo di una piccola corvetta per fare ritorno in Europa. Sercey rimase nelle Indie Orientali, ripristinando le sue navi e tornando al suo squadrone che già si trovava all'Île de France. Divise quindi le proprie forze, inviando la Preneuse e una corvetta a guardia del Canale di Mozambico. Le restanti sei fregate, comprese la Vertu, la Régénérée, la Forte, la Seine, la Prudente e la Cybèle con lo schooner piratesco Alerte, si portarono dal 14 luglio nella Baia del Bengala.
Sercey non sapeva quante fossero le forze inglesi nella regione ed inviò pertanto la Alerte a compiere dei giri di ispezione al largo di Ceylon. Il capitano Drieu della Alerte il 14 agosto attaccò per errore una nave che si rivelò poi essere la fregata HMS Carysfort (28 cannoni) ed a bordo della Alerte gli inglesi scoprirono dei documenti che rivelavano l'esatta posizione, forza e intenzioni delle navi di Sercey. Il capitano della Carysfort non fu in grado di avvisare tutte le altre navi del suo squadrone e pertanto decise di puntare sulla strategia di rilasciare Sercey con informazioni false che riguardavano una battaglia con uno squadrone inglese al largo di Madras. Questo bastò per illudere Sercey che l'area non fosse da controllare oltre e dopo essere attraccato a Tranquebar, col suo squadrone si riportò ad est.
Il 1º settembre Sercey razziò Banda Aceh, catturando un gran numero di mercantili inglesi ed il 7 settembre catturò la Favourite, un piccolo mercantile nella costa nordest di Sumatra per poi portarsi ad attaccare il porto inglese di Penang. Il mattino successivo, mentre il suo squadrone stava trasferendo a bordo di una nave dei sacchi di riso catturato agli inglesi, due grandi navi apparvero all'orizzonte a nordest. Queste navi si rivelarono essere due navi di linea da 74 cannoni ciascuna, la HMS Arrogant al comando del capitano Richard Lucas e la HMS Victorious al comando del capitano William Clark. Queste navi vennero inviate per prime nelle Indie Orientali dalla Colonia del Capo all'inizio di agosto per ordine di Elphinstone e poi vennero incaricate di proteggere il traffico mercantile inglese verso la Cina. Quando la notizia raggiunse Penang e si seppe che Sercey si trovava nell regione, Lucas ordinò a Clark di unirsi a lui nella ricerca di navi francesi nello Stretto di Malacca.

## La battaglia
Lucas avvistò i francesi alle 06:00 dell'8 settembre, a circa 24 miglia marittime ad est da Punta Pedro, la parte più a nordest di Sumatra. Alle 10:00 Sercey aveva ormai compreso che le nuove navi arrivate erano ostili e dispose le proprie in assetto da battaglia. Lucas e Clark conferirono alle 14:00, con Clark che credeva che le due navi fossero navi di linea mentre Lucas aveva compreso correttamente che si trattava di sei fregate, accompagnate dall'East Indiaman Triton. I capitani si accordarono per portare le navi in battaglia non appena possibile. Alle 14:30, la Forte si accorse che le navi che si stavano avvicinando erano inglesi e Sarcey si rivolse altrove, non desiderando rischiare ulteriori danni con navi ben più forti delle sue. Lo squadrone di Sercey tentò di cercare rifugio presso le acque costiere, ma venne inseguito a breve distanza dalle navi di Lucas; dalle 21:30 gli inglesi si trovavano a sole 3 miglia dietro le linee francesi.
Dalla mattina del 9 settembre i vanti diminuirono e le fregate francesi si trovarono a viaggiare molto lentamente lungo la costa nord di Sumatra, sempre con le navi inglesi alle calcagna. Con lo scontro ormai inevitabile, Sercey diede l'ordine alle 06:00 alle sue navi di iniziare lo scontro mentre Lucas gli si rivolgeva contro con la Arrogant. Alle 07:25 Lucas aprì il fuoco sulla nave francese Vertu. La nave inglese fu in grado di tirare due bordate prima che il capitano Lhermitte della Vertu potesse replicare con una cannonata che tagliò l'albero con la bandiera nemica. La Arrogant pure si spostava sotto fuoco nemico, come pure la Seine, la Forte e Cybèle, e vi si aggiunsero le più distanti Régénéree e Prudente. Durante questo scambio di colpi sia la Arrogant che la Vertu ebbero notevoli danni e la Arrogant divenne temporaneamente incontrollabile quando i venti si fermarono del tutto.
La Victorious venne anch'essa colpita ed il capitano Clark venne costretto a ritirarsi per le ferite alle 08:00. Alle 08:30 la Prudente francese giunse alla portata dell'inglese Arrogant. Con Lucas incapace di prendere parte all'azione, il tenente William Waller a bordo della Victorious assunse il comando ed ordinò alle sue navi di scontrarsi con quelle francesi alle 08:40. La Victorious si trovò ben presto accerchiata dalle navi francesi, con due fregate al porto e quattro all'imbocco, tutte sparanti sulla nave. Alle 10:15, quando i venti tornarono improvvisamente, la Victorious era ormai seriamente danneggiata. Sfruttando i venti, Waller espose la sua nave a ripetuti colpi. I venti scesero nuovamente e la Victorious subì danni ancora per una mezz'ora.
La danneggiata Vertu non era più in grado di continuare lo scontro e pertanto si portò lentamente a sud. Il capitano Pierre Julien Tréhouart della Cybèle spostò la sua nave altrove, utilizzando tutte le sue forze per raggiungere la Vertu.

### Ordine di battaglia
| Nave                                       | Comandante                                 | Marina | Cannoni | Bordate weight        | Complemento | Perdite | Perdite | Perdite |  |
| Nave                                       | Comandante                                 | Marina | Cannoni | Bordate weight        | Complemento | Morti   | Feriti  | Totale  |  |
| ------------------------------------------ | ------------------------------------------ | ------ | ------- | --------------------- | ----------- | ------- | ------- | ------- |  |
| HMS Arrogant                               | Capitano Richard Lucas                     |        | 74      | 838 libbre (380 kg)   | 584         | 7       | 27      | 34      |  |
| HMS Victorious                             | Capitano William Clark                     |        | 74      | 838 libbre (380 kg)   | 493         | 17      | 57      | 74      |  |
|                                            |                                            |        |         |                       |             |         |         |         |  |
| Vertu                                      | Capitano Jean-Matthieu-Adrien Lhermitte    |        | 40      | 1 700 libbre (770 kg) | 1400        | 9       | 15      | 24      |  |
| Seine                                      | Capitano Latour †                          |        | 38      | 1 700 libbre (770 kg) | 1400        | 18      | 44      | 62      |  |
| Forte                                      | Capitano Hubert Le Loup de Beaulieu        |        | 44      | 1 700 libbre (770 kg) | 1400        | 6       | 17      | 23      |  |
| Cybèle                                     | Capitano Pierre Julien Tréhouart           |        | 40      | 1 700 libbre (770 kg) | 1400        | 4       | 13      | 17      |  |
| Régénérée                                  | Capitano Jean-Baptiste Philibert Willaumez |        | 40      | 1 700 libbre (770 kg) | 1400        | 0       | 0       | 0       |  |
| Prudente                                   | Capitano Charles René Magon de Médine      |        | 32      | 1 700 libbre (770 kg) | 1400        | 3       | 9       | 12      |  |
| Fonte: Clowes, p. 503. James, pp. 353–354. |                                            |        |         |                       |             |         |         |         |  |

## Conseguenze
Le perdite furono importanti su ambo i fronti. La Arrogant era stata danneggiata già dalle prime fasi della battaglia e perse 7 uomini con 27 feriti mentre la Victorious ebbe a bordo 17 morti e 57 feriti, tra cui il capitano Clark. Nessuna delle due navi era sufficientemente in grado di proseguire lo scontro. La Victorious era meno danneggiata pur avendo subito uno scontro maggiore, ma il suo equipaggio era a terra. Tutte le navi francesi subirono danni considerevoli e perdite all'equipaggio anche se si disse in seguito che la Régénérée non aveva riportato perdite. La Vertu era stata danneggiata con 24 perdite a bordo, la Seine aveva avuto un totale di 62 tra morti e feriti, col capitano tra questi ultimi. Il resto dello squadrone ebbe perdite più contenute con 12 uomini a bordo della Prudente, 17 sulla Cybèle e 23 sulla Forte.
Lucas e Clark rimasero al largo di Sumatra sino al completamento delle necessarie riparazioni alla Arrogant ed alla  Victorious, riportando poi le navi a Penang e poi a Madras, giungendo all'ultima tappa il 6 ottobre. Sercey abbandonò l'idea originaria di attaccare Penang e salpò a nord verso King's Island nell'Arcipelago Mergui dove si fermò anch'egli per delle riparazioni. In ottobre lo squadrone si portò ad est di Ceylon per poi portarsi ad ovest verso Batavia, dove Sercey attese dei rinforzi dall'Île de France. Lo squadrone rimase a Batavia per tutto l'inverno, cedendo così il controllo dell'Oceano Indiano alle forze della marina inglese.
L'azione è stata descritta come inconcludente dallo storico inglese C. Northcote Parkinson in quanto nessuna delle due fazioni riuscì ad ottenere un risultato decisivo. Parkinson mosse inoltre delle critiche sia a Clark che a Waller, accusandoli di imperizia nella preparazione della battaglia e nel manovrare le navi sotto il fuoco nemico. Durante la battaglia nessuna delle due parti ottenne un risultato decisivo in parte perché nessuno dei due squadroni era intenzionato a rischiare contro le navi nemiche. Gli ordini di Sercey erano quelli di razziare le rotte commerciali inglesi, non di scontrarsi con pesanti navi da guerra e subirne i pesanti danni previsti: la battaglia comunque compromise la sua possibilità di avere la meglio sugli inglesi nelle Indie Orientali nel corso del 1796.